# Nikołaj Nikołow

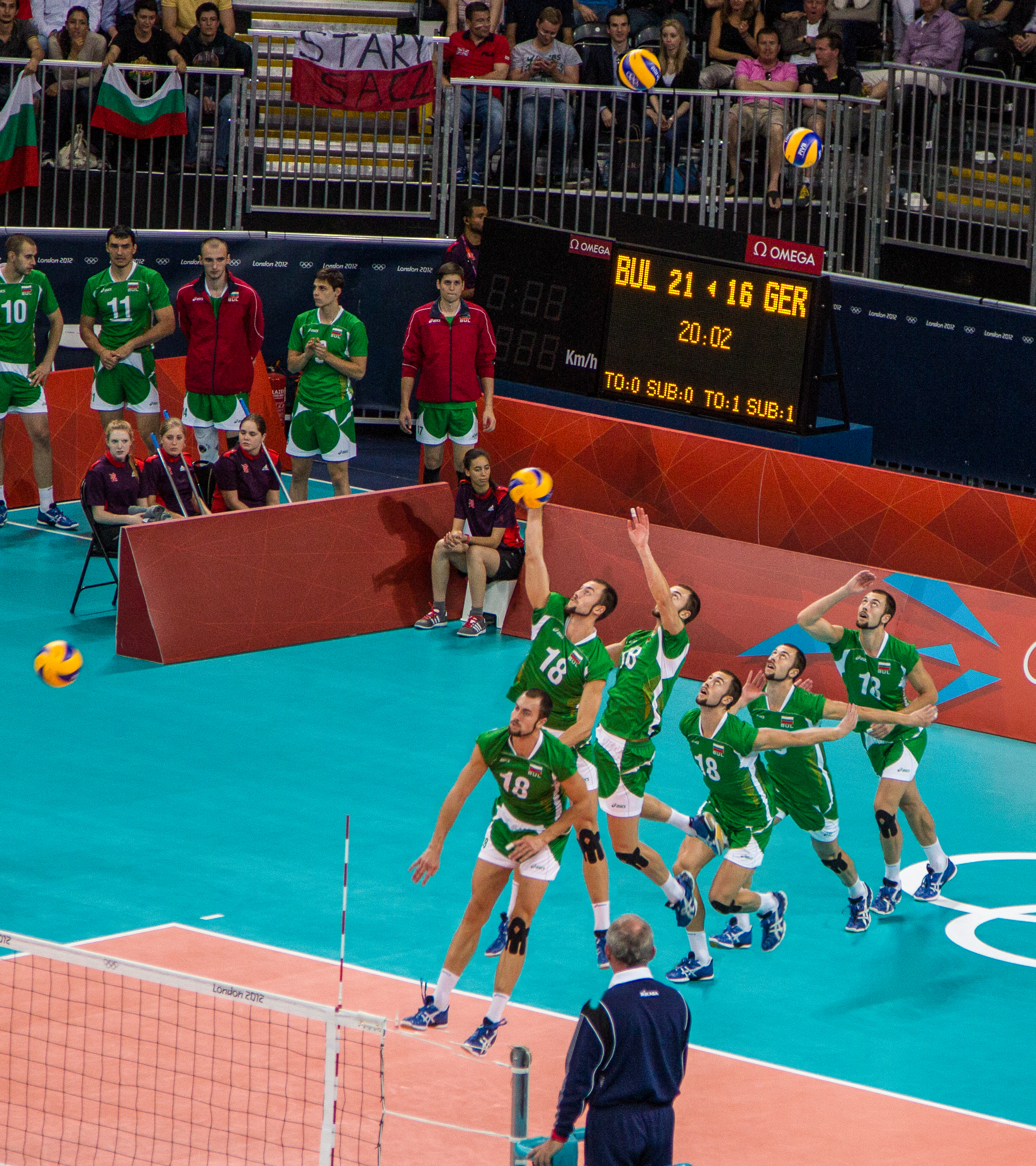
Nikołaj Nikołow podczas wykonywania zagrywki na Igrzyskach Olimpijskich 2012 w Londynie

Nikołaj Janczew Nikołow (bg. Николай Николов; ur. 29 lipca 1986 w Karnobat) – bułgarski siatkarz, reprezentant kraju, grający na pozycji środkowego.

## Przebieg kariery
| Lata                 | Klub                        |
| -------------------- | --------------------------- |
| 2006–2009            | Neftohimik Burgas           |
| 2009–2010            | CSKA Sofia                  |
| 2010–2012            | Tonno Callipo Vibo Valentia |
| 2012–2014            | Matin Waramin               |
| 2014–2015            | Szahrdari Urmia             |
| 2015–2016            | Pajkan Teheran              |
| 2016 (do 29.12.2016) | Jenisiej Krasnojarsk        |
| 2017 (od 13.01.2017) | Neftohimik Burgas           |
| 2017–2018            | Biełogorje Biełgorod        |
| 2018–2019            | Sporting CP                 |
| 2019–2022            | Neftochimik Burgas          |
| 2022–2023            | Chebyr Pazardżik            |
| 2023–                | Deja sport Burgas           |

## Sukcesy klubowe
Liga bułgarska:
- 2007, 2010, 2017, 2020
- 2008, 2021, 2022[2], 2023[3]
- 2009

Puchar Bułgarii:
- 2007, 2008, 2021, 2023[4], 2024[5]

Liga irańska:
- 2014
- 2013, 2015

Klubowe Mistrzostwa Azji:
- 2014

Puchar CEV:
- 2018

Liga portugalska:
- 2019

Superpuchar Bułgarii:
- 2020, 2022

## Sukcesy reprezentacyjne
Puchar Świata:
- 2007

## Nagrody indywidualne
- 2007: MVP Mistrzostw Bułgarii
- 2015: Najlepszy środkowy Klubowych Mistrzostw Świata
- 2021: MVP turnieju finałowego Pucharu Bułgarii
- 2024: MVP turnieju finałowego Pucharu Bułgarii